# Jean-Pierre Morgan
Jean-Pierre Morgan (Les Abymes, 1992. október 30. –) guadeloupe-i válogatott labdarúgó, a Stade Briochin játékosa.

## Pályafutása

### Klubcsapatokban
Morgan alacsonyabb osztályú francia csapatoknál kezdett el futballozni. 2015 márciusában leigazolta őt a magyar élvonalbeli Budapest Honvéd csapata; a kispesti csapatban mindössze négy bajnoki mérkőzésen játszott, majd 2015 nyarán visszaigazolt Franciaországba. 2016 és 2017 között a szlovák másodosztályú MFK Košiceben futballozott, 2017 őszén pedig a cseh élvonalbeli Baník Ostrava játékosa volt, a csapatnál öt bajnoki mérkőzésen szerepelt. 2018-ban ismét visszaigazolt Franciaországba, jelenleg a francia harmadosztályú Stade Briochin labdarúgója.

### Válogatottban
A guadeloupe-i labdarúgó-válogatottban 2022. március 23-án debütált egy Zöld-foki Köztársaság elleni barátságos mérkőzésen.

#### Mérkőzései a guadeloupe-i válogatottban
| #  | Dátum             | Ellenfél              | Eredmény | Kiírás              | Esemény |
| -- | ----------------- | --------------------- | -------- | ------------------- | ------- |
| 1. | 2022. március 23. | Zöld-foki Köztársaság | 0 – 2    | barátságos mérkőzés | 90+1'   |
| 2. | 2022. március 26. | Martinique            | 3 – 4    | barátságos mérkőzés |         |

## Sikerei, díjai
MFK Košice :
- Szlovák másodosztály bajnok: 2016–17